# Aérodrome de Bédarieux - La Tour-sur-Orb
L’aérodrome de Bédarieux - La Tour-sur-Orb (code OACI : LFNX) est un aérodrome civil, agréé à usage restreint, situé sur la commune de La Tour-sur-Orb à 2,6 km au nord-ouest de Bédarieux dans l’Hérault (région Languedoc-Roussillon, France).
Il est utilisé pour la pratique d’activités de loisirs et de tourisme (aviation légère et aéromodélisme).

## Installations
L’aérodrome dispose d’une piste en herbe orientée sud-nord (17/35), longue de 975 mètres et large de 60.
L’aérodrome n’est pas contrôlé. Les communications s’effectuent en auto-information sur la fréquence de 123,500 MHz.
S’y ajoutent :
- une aire de stationnement ;
- un hangar[2].

## Activités
L'aéroclub Bédarieux - La Tour y organise une fête de l'aviation avec une exposition.